# Тамезрет
Тамезрет (фр. Tamezret, англ. Tamezret) — берберская деревня в центральном Тунисе. Входит в округ Матмата — административную единицу вилайета Габес. Располагается в 10 км к западу от центра округа, города Матматы. Численность населения — 1442 человека по данным на 2004 год. В деревне насчитывается 691 дом. Тамезрет является одной из трёх деревень вилайета Габес наряду с деревнями Тауджут (расположенной в 3 км к северу от Тамезрета) и Зрауа (в 6 км к северо-западу), в которой сохранилось бербероязычное население. Говорят на диалекте тамезрет языка шильха, или нефуса, относящегося к зенетской группе северноберберской ветви берберо-ливийской семьи языков.

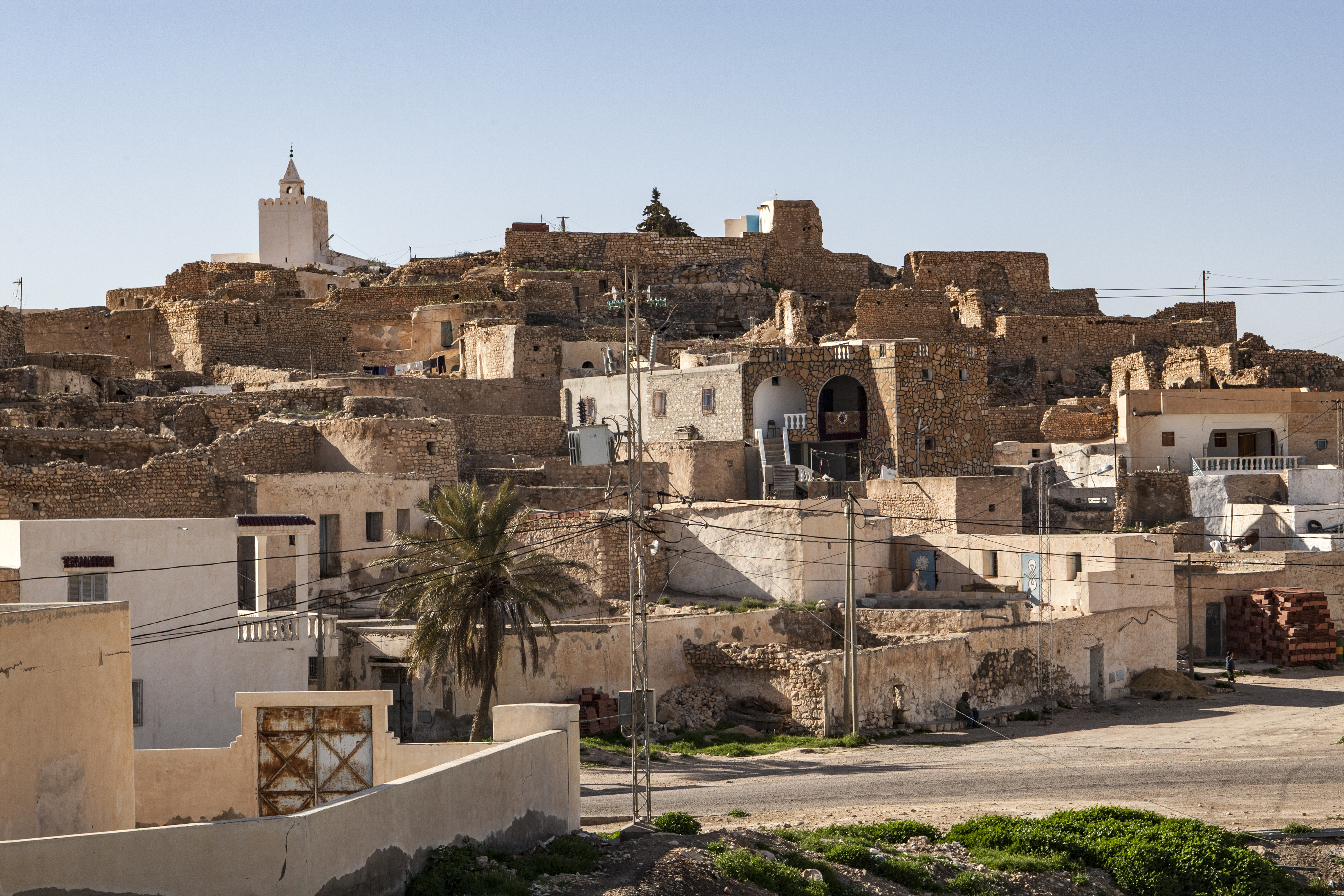
Улицы Тамезрета

Тамезрет состоит из пяти районов. Улицы деревни, расположенные на склонах холма, ведут на его вершину, на которой построена мечеть. В Тамезрете открыты театр и музей берберской культуры. В 1992 году была создана «Ассоциация сохранения культурного и архитектурного наследия деревни Тамезрет» (l’Association de la Préservation du Patrimoine culturel et architectural du village de Tamezret — APPT), целью которой является охрана и восстановление памятников берберской архитектуры в деревне, а также сохранение самобытной берберской культуры и местного берберского диалекта.
Традиционные занятия местного населения — выращивание зерновых, инжира, оливок, миндаля, фиников, разведение овец и коз. Для полива плодовых деревьев используются древние системы сбора дождевой воды, включающие разного рода дамбы на сухих руслах и резервуары. Многие из жителей деревни уезжают на заработки как в города Туниса, так и за границу. Одной из статей дохода для жителей Тамезрета является туризм.